# Jessica (Vorname)
Jessica ist ein weiblicher Vorname.

## Herkunft
Die ursprüngliche Namensform ist wahrscheinlich Jiska, eine biblische Gestalt (Gen 11,29 ). Der hebräische Name bedeutet „sie wird sehen“ oder „sie wird ausforschen“.
Im Serbischen oder generell im Slawischen ist Језикa Jessica einfach die weibliche Form von „Sprache“. Die heutige Form wurde durch eine Figur in Shakespeares Komödie Der Kaufmann von Venedig populär. Eine Variante des Namens ist Jessie.

## Verbreitung
Die Verbreitung des Vornamens nahm in Deutschland in den 1960er und 1970er Jahren deutlich zu. Während der 1980er und 1990er Jahre gehörte er zu den zwanzig häufigsten Vornamen in Deutschland. Seit Ende der 1990er Jahre sinkt die Verbreitung im Vergleich zu den anderen Vornamen.

## Varianten
- Dżesika (poln.)
- Gessica
- Jesica (span.)
- Jessika
- ジェシカ Jeshika (japan.)
- Yessica, Yessika
- Ћесика, Џесика (mazedonisch, serbisch)
- Джэсіка (belarussisch)
- Джессіка (ukrainisch)
- Джессика (russisch)
- Xhesika  (albanisch)
- יִסְכָּה Jiska (hebräisch)

Kurzformen:
- Jessi(e), Yessi(e), Jessy, Jes(s), Jesse, Jace.

## Namensträgerinnen

### Jessica
- Jessica Alba (* 1981), US-amerikanische Schauspielerin
- Jessica Andersson (* 1973), schwedische Sängerin beim Duo Fame
- Jessica Andrews (* 1983), US-amerikanische Country- und Pop-Sängerin
- Jessica Barker (* 1977), kanadische Schauspielerin
- Jessica Benjamin (* 1946), US-amerikanische Psychoanalytikerin und Autorin
- Jessica Biel (* 1982), US-amerikanische Schauspielerin
- Jessica de Bloom (* 1983), deutsche Professorin
- Jessica Burciaga (* 1983), US-amerikanisches Model
- Jessica Chastain (* 1977), US-amerikanische Theater- und Filmschauspielerin.
- Jessica Combs (1980–2019), US-amerikanische Rennfahrerin, Moderatorin und Metallbauerin, siehe Jessi Combs
- Jessica Ellen Cornish (* 1988), britische Popsängerin, siehe Jessie J
- Jessica Cumming (* 1983), US-amerikanische Freestyle-Skierin
- Jessica Dawley (* 1983), US-amerikanische Pokerspielerin
- Jessica Drake (* 1974), US-amerikanische Pornodarstellerin
- Jessica Durlacher (* 1961), niederländische Schriftstellerin
- Jessica Ennis (* 1986), britische Siebenkämpferin
- Jessica Folcker (* 1975), schwedische Pop-Sängerin
- Jessica Marie Garcia (* 1987), US-amerikanische Schauspielerin und Produzentin
- Jessica Harper (* 1949), US-amerikanische Schauspielerin, Sängerin und Autorin
- Jessica Hausner (* 1972), österreichische Filmregisseurin und Autorin
- Jessica Henwick (* 1992), britische Schauspielerin
- Jessica Inacio (* 1991), deutsche Handballspielerin
- Jessica Iskandar (* 1988), indonesische Schauspielerin
- Jessica Jordan (* 1984), bolivianische Politikerin, zuvor Miss Bolivien
- Jessica Jung (* 1989), koreanisch-amerikanische Sängerin
- Jessica Kessler (* 1980), deutsche Musicaldarstellerin
- Jessica Lange (* 1949), US-amerikanische Schauspielerin
- Jessica Mann (1937–2018), britische Autorin
- Jessica Matzig (* 1992), Schweizer Schauspielerin
- Jessica May (* 1979), tschechische Pornodarstellerin
- Jessica May (* 1993), brasilianisch-türkische Schauspielerin
- Jessica May (* 1999), deutsche Fußballspielerin
- Jessica Mitford (1917–1996), britische Schriftstellerin
- Jessica Napier (* 1979), neuseeländische Schauspielerin
- Jessica Pavone (* 1976), US-amerikanische Jazzgeigerin und Komponistin
- Jessica Pugh (* 1997), englische Badmintonspielerin
- Jessica Rosenthal (* 1992), deutsche Politikerin (SPD)
- Jessica Schöne (* 1988), deutsche Hörfunk- und Fernsehmoderatorin
- Jessica Schwarz (* 1977), deutsche Schauspielerin und Moderatorin
- Jessica Simpson (* 1980), US-amerikanische Popsängerin und Schauspielerin
- Jessica Stockmann (* 1967), deutsche Schauspielerin
- Jessica Szohr (* 1985), US-amerikanische Schauspielerin
- Jessica Tandy (1909–1994), britische Schauspielerin
- Jessica Teusl (* 1990), österreichische Pokerspielerin
- Jessica Wahls (* 1977), deutsche Popsängerin (No Angels)
- Jessica Walter (1941–2021), US-amerikanische Schauspielerin
- Jessica Watkins (* 1988), US-amerikanische Astronautin der NASA
- Jessica Watson (* 1993), australische Weltumseglerin
- Jessica Wich (* 1990), deutsche Fußballspielerin

### Jessika
- Jessika (Sängerin) (* 1989), maltesische Sängerin
- Jessika Cardinahl (* 1965), deutsche Schauspielerin, Malerin und Bildhauerin
- Jessika Jenson (* 1991), US-amerikanische Snowboarderin
- Jessika Ponchet (* 1996), französische Tennisspielerin
- Jessika Westen (* 1980), deutsche Journalistin und Fernsehmoderatorin

### Jessie
- Jessie Andrews (* 1992), US-amerikanische Pornodarstellerin
- Jessie Cave (* 1987), britische Schauspielerin
- Jessie Christiansen, australische Astrophysikerin
- Jessie Cross (1909–1986), US-amerikanische Sprinterin
- Jessie Donavan (* 1976), US-amerikanische Triathletin
- Jessie Redmon Fauset (1882–1961), US-amerikanische Schriftstellerin
- Jessie Gilbert (1987–2006), britische Schachspielerin
- Jessie Graff (* 1984), US-amerikanische Sportlerin und Stuntfrau
- Jessie J (* 1988), britische Popmusikerin
- Jessie James (* 1988), US-amerikanische Popsängerin
- Jessie Royce Landis (1896–1972), US-amerikanische Schauspielerin
- Jessie Lipscomb (1861–1952), englische Bildhauerin
- Jessie Belle Hardy Stubbs MacKaye (1876–1921), US-amerikanische Frauenrechtlerin
- Jessie Matthews (1907–1981), britische Schauspielerin
- Jessie Penn-Lewis (1861–1927), walisische Predigerin
- Jessie Pollock (1840–1919), US-amerikanische Bogenschützin
- Jessie Ralph (1864–1944), US-amerikanische Schauspielerin
- Jessie Robins (1905–1991), britische Schauspielerin
- Jessie George Schatz (1954–1996), US-amerikanischer Nachrichtenoffizier
- Jessie Street (1889–1970), australische Feministin
- Jessie Sumner (1898–1994), US-amerikanische Politikerin
- Jessie Vargas (* 1989), US-amerikanischer Boxer
- Jessie Vihrog (1907–1996), deutsche Schauspielerin
- Jessie Ward (* 1982), US-amerikanische Schauspielerin
- Jessie Ware (* 1984), britische Popmusikerin
- Jessie Willcox Smith (1863–1935), US-amerikanische Illustratorin